# منهل (اسم)
منهل هو اسم علم مذكر من أصل عربي، ومعناه هو من الفعل نهل، وهو اسم مكان مورد الماء، موضع الشرب على الطريق.

## الأصل اللغوي
ويقال (المنهل) لطالب العلم النهم الذي ينهل من المعرفة والعلوم ولايشبع والمنهل الذي يعطي بدون مقابل والمنهل هو رأس الجبل

## وصلات خارجية
- موسوعة السلطان قابوس لأسماء العرب